# 7-я бригада лёгкой кавалерии (Франция)
7-я бригада лёгкой кавалерии (фр. 7e brigade de cavalerie légère) — формирование лёгкой кавалерии (соединение, бригада), созданное Наполеоном 17 апреля 1811 года в составе Армии Германии.
17 декабря 1811 года бригада получила 7-й номер, и своего командира — бригадного генерала Сен-Женье.
После огромных потерь, понесённых французами в Битве народов, Император 15 декабря 1813 года объединил бригаду с бригадой Домманже.

## Подчинение и номер бригады
- 7-я бригада лёгкой кавалерии 2-й дивизии лёгкой кавалерии 2-го кавалерийского корпуса Великой Армии (15 февраля 1812).

## Кампании и сражения
Русская кампания 1812 года
- Бородино (7 сентября 1812)
- Винково (18 октября 1812)
- Березина (26 — 29 ноября 1812)

Саксонская кампания 1813 года
- Баутцен (20 — 21 мая 1813)
- Кацбах (26 августа 1813)
- Лейпциг (16 — 19 октября 1813)
- Ханау (30 — 31 октября 1813)

## Состав бригады
11-й конно-егерский полк (фр. 11e Régiment de Chasseurs à Cheval)

в составе бригады с момента её формирования.

12-й конно-егерский полк (фр. 12e Régiment de Chasseurs à Cheval)

в составе бригады с момента её формирования.

2-й полк шеволежеров (фр. 2e Régiment de Chevau-légers)

в составе бригады c 6 февраля 1813 года.

## Командиры бригады
- полковник Матьё Дезира (17 апреля — 25 декабря 1811)
- бригадный генерал Жан Сен-Женье (25 декабря 1811 — 15 июля 1812)
- полковник Матьё Дезира (15 июля — 7 сентября 1812)
- полковник Шарль Гиньи (7 сентября 1812 — 1 марта 1813)
- бригадный генерал Франсуа Жерар (1 марта — 29 сентября 1813)
- бригадный генерал Шарль Лагранж (5 октября — 15 декабря 1813)

## Организация и численность бригады
На 1 июля 1812 года:
- командир бригады — бригадный генерал Жан Сен-Женье
  - 11-й конно-егерский полк (3 эскадрона, 709 человек, командир — полковник Матьё Дезира)
  - 12-й конно-егерский полк (3 эскадрона, 606 человек, командир — полковник Шарль Гиньи)
    - Всего: 6 эскадронов, около 1 350 человек[3].

На 16 октября 1813 года:
- командир бригады — бригадный генерал Шарль Лагранж
  - 2-й шеволежерский полк (3 эскадрона, командир — полковник Пьер Беррюйе)
  - 11-й конно-егерский полк (3 эскадрона, командир — полковник Жан-Батист Николя)
  - 12-й конно-егерский полк (3 эскадрона, командир — полковник Шарль Гиньи)
    - Всего: 9 эскадронов[4].